# Río Grande de la Pampanga
Río Grande de la Pampanga o simplemente Río Pampanga es el segundo río más grande de la isla de Luzón, al lado del río grande de Cagayán y el tercer río más grande en todo el país asiático de Filipinas. Se encuentra ubicado en la región central de Luzón y atraviesa las provincias de Pampanga, Nueva Ecija , Bulacan, Tarlac y Quezón.
Sus nacientes se encuentran en la Sierra Madre y sigue su curso sur y sudoeste por cerca de 260 kilómetros hasta que desemboca en la bahía de Manila.
La cuenca del río cubre un área de 10.540 km², Incluyendo la cuenca del río aliado de Guagua.